# Jean Seitlinger
Jean Eugène Seitlinger (ur. 16 listopada 1924 w Saint-Louis-lès-Bitche, zm. 2 września 2018 w Rohrbach-lès-Bitche) – francuski polityk i prawnik, deputowany krajowy, poseł do Parlamentu Europejskiego I kadencji.

## Życiorys
Pochodził z ubogiej rodziny, posługującej się na co dzień gwarą lotaryńską języka niemieckiego. W latach 1944–1945 walczył jako ochotnik w ramach 1 Armii Francuskiej „Ren i Dunaj”, uczestnicząc m.in. w walkach o Alzację i Lotaryngię. Studiował prawo i literaturę na Uniwersytecie Paryskim, uzyskał doktorat w pierwszej z dziedzin. Od 1945 do 1949 pracował jako nauczyciel języka angielskiego w Austrii i w strukturach związku zawodowego. W 1950 uzyskał uprawnienia adwokata, praktykował następnie w tym zawodzie, był też wiceprezesem klubu piłkarskiego. Zaangażowany w ruch paneuropejski, był założycielem centrum studiów europejskich oraz członkiem władz fundacji Roberta Schumana (z którym blisko współpracował).
Od 1949 działał w Ludowym Ruchu Republikańskim, z jego listy zasiadał w Zgromadzeniu Narodowym w latach 1956–1962. Był także m.in. radnym departamentu Mozela (1958–1964, 1976–1994) i merem Rohrbach-lès-Bitche (1977–2001). Od lat 60. działał w Centrum Demokracji i Rozwoju (potem Centrum Demokratów Społecznych), wraz z tymi partiami wchodząc w skład federacyjnej Unii na rzecz Demokracji Francuskiej. W latach 1973–1997 ponownie w krajowym parlamencie, zasiadał również w Zgromadzeniu Parlamentarnym Rady Europy i Zgromadzeniu Parlamentarnym Unii Zachodnioeuropejskiej. W 1979 wybrany posłem do Parlamentu Europejskiego, zajmował stanowisko sekretarza generalnego Europejskiej Partii Ludowej w latach 1976–1983. W 1986 był kandydatem na ministra delegowanego ds. europejskich w rządzie Jacques’a Chiraca, jednak wobec niechęci do jego osoby w szeregach partyjnych stanowisko to otrzymał ostatecznie Bernard Bosson. Pod koniec życia został członkiem Nowego Centrum.
Był żonaty z farmaceutką Marie Undreiner, miał dwoje dzieci.